# 科灵 (阿拉巴马州)
科灵（英文：Coaling），是美国阿拉巴马州下属的一座城市。面积约为5.02平方英里（约合13.01平方公里）。根据2010年美国人口普查，该市有人口1,657人，人口密度为329.88/平方英里（约合127.36/平方公里）。